# پاتریک مور

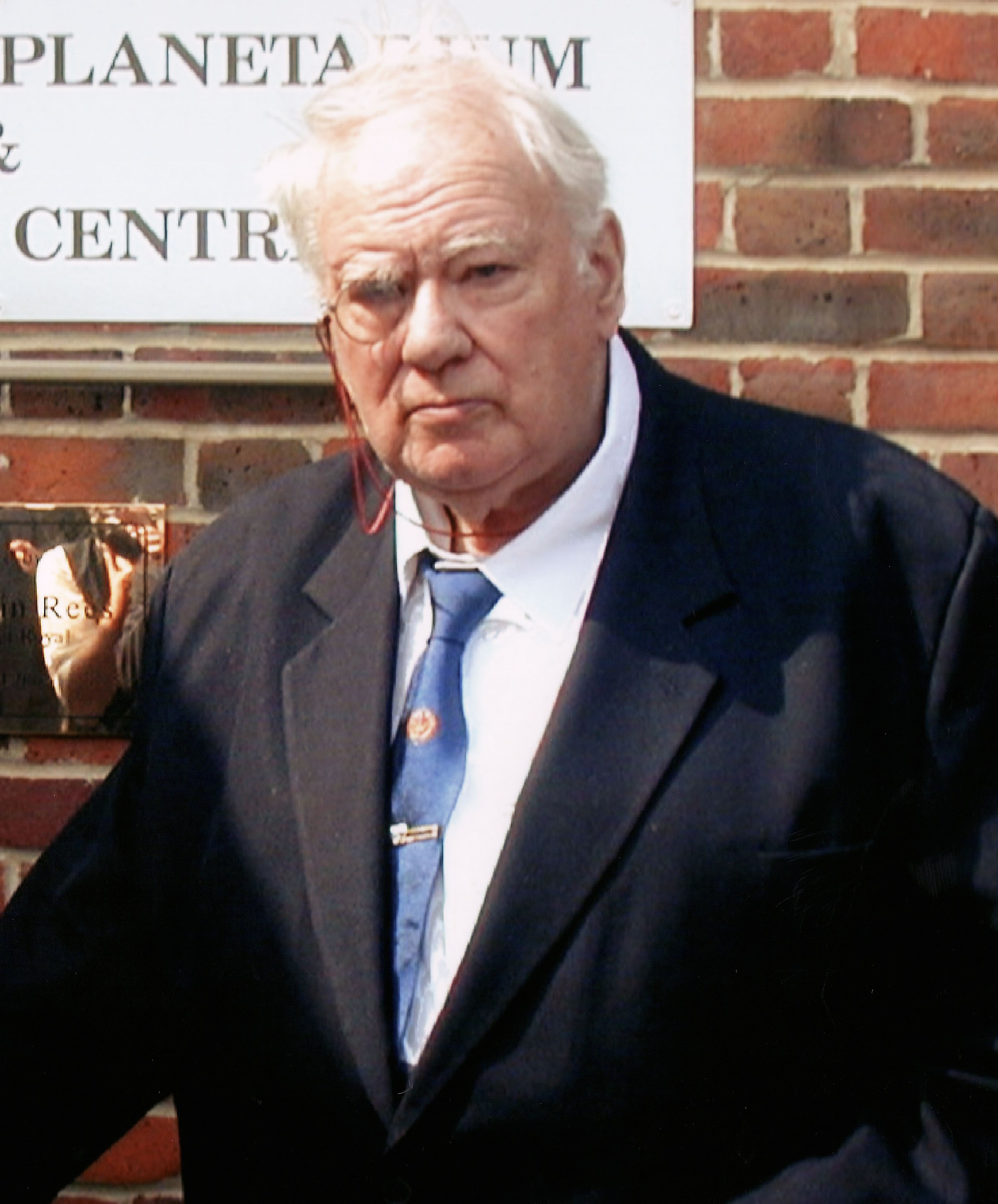
تصویر سِر پاتریک آلفرد کالدول-مور(۱۹۲۳-۲۰۱۲)

سر پاتریک آلفرد کالدول-مور (به انگلیسی: Patrick Moore) (زاده ۱۹۲۳-مرگ ۲۰۱۲) ستاره‌شناس آماتور انگلیسی بود که در مقام نویسنده و تهیه‌کننده برنامه‌های رادیویی و تلویزیونی در زمینه ستاره‌شناسی شهرت یافت. او بیش از ۷۰ عنوان کتاب در زمینه ستاره‌شناسی نوشت و برنامه هفتگی او به نام آسمان در شب پر سابقه‌ترین برنامه تلویزیونی با مجری واحد در دنیا بود.